# 대방광불화엄경 권62
대방광불화엄경 권62(大方廣佛華嚴經 卷六十二)는 대한민국 경기도 고양시 일산동구 원각사에 있는 불경이다. 2014년 5월 9일 경기도의 유형문화재 제285호로 지정되었다.

## 참고 문헌
- 대방광불화엄경 권62 - 국가유산청 국가유산포털